# Доња Буковица (Ваљево)
Доња Буковица је насељено место града Ваљева у Колубарском округу. Према попису из 2022. било је 415 становника.

## Демографија
У насељу Доња Буковица живи 459 пунолетних становника, а просечна старост становништва износи 45,5 година (43,8 код мушкараца и 47,2 код жена). У насељу има 171 домаћинство, а просечан број чланова по домаћинству је 3,25.
Ово насеље је великим делом насељено Србима (према попису из 2002. године), а у последња три пописа, примећен је пад у броју становника.
|  |

| Демографија | Демографија | Демографија |
| Година      | Становника  | Становника  |
| ----------- | ----------- | ----------- |
| 1948.       | 987         |             |
| 1953.       | 977         |             |
| 1961.       | 924         |             |
| 1971.       | 837         |             |
| 1981.       | 727         |             |
| 1991.       | 658         | 658         |
| 2002.       | 556         | 556         |

| Етнички састав према попису из 2002.‍ | Етнички састав према попису из 2002.‍ | Етнички састав према попису из 2002.‍ | Етнички састав према попису из 2002.‍ | Етнички састав према попису из 2002.‍ |
| ------------------------------------ | ------------------------------------ | ------------------------------------ | ------------------------------------ | ------------------------------------ |
|                                      |                                      |                                      |                                      |                                      |
| Срби                                 | Срби                                 |                                      | 546                                  | 98,20%                               |
| Црногорци                            | Црногорци                            |                                      | 1                                    | 0,17%                                |
| Македонци                            | Македонци                            |                                      | 1                                    | 0,17%                                |
| непознато                            | непознато                            |                                      | 6                                    | 1,07%                                |

| Година пописа     | 1948. | 1953. | 1961. | 1971. | 1981. | 1991. | 2002. |
| ----------------- | ----- | ----- | ----- | ----- | ----- | ----- | ----- |
| Број домаћинстава | 157   | 162   | 181   | 183   | 188   | 184   | 171   |

| Број чланова      | 1  | 2  | 3  | 4  | 5  | 6  | 7 | 8 | 9 | 10 и више | Просек |
| ----------------- | -- | -- | -- | -- | -- | -- | - | - | - | --------- | ------ |
| Број домаћинстава | 34 | 42 | 21 | 21 | 30 | 20 | 3 | 0 | 0 | 0         | 3,25   |

| Пол    | Укупно | Неожењен/Неудата | Ожењен/Удата | Удовац/Удовица | Разведен/Разведена | Непознато |
| ------ | ------ | ---------------- | ------------ | -------------- | ------------------ | --------- |
| Мушки  | 238    | 67               | 146          | 19             | 6                  | 0         |
| Женски | 240    | 29               | 152          | 57             | 2                  | 0         |
| УКУПНО | 478    | 96               | 298          | 76             | 8                  | 0         |

| Пол    | Укупно                    | Пољопривреда, лов и шумарство | Рибарство                            | Вађење руде и камена | Прерађивачка индустрија       |
| ------ | ------------------------- | ----------------------------- | ------------------------------------ | -------------------- | ----------------------------- |
| Мушки  | 156                       | 112                           | 0                                    | 1                    | 12                            |
| Женски | 136                       | 118                           | 0                                    | 0                    | 6                             |
| УКУПНО | 292                       | 230                           | 0                                    | 1                    | 18                            |
| Пол    | Производња и снабдевање   | Грађевинарство                | Трговина                             | Хотели и ресторани   | Саобраћај, складиштење и везе |
| Мушки  | 1                         | 1                             | 6                                    | 1                    | 3                             |
| Женски | 0                         | 0                             | 4                                    | 1                    | 0                             |
| УКУПНО | 1                         | 1                             | 10                                   | 2                    | 3                             |
| Пол    | Финансијско посредовање   | Некретнине                    | Државна управа и одбрана             | Образовање           | Здравствени и социјални рад   |
| Мушки  | 0                         | 4                             | 2                                    | 1                    | 1                             |
| Женски | 0                         | 0                             | 0                                    | 0                    | 2                             |
| УКУПНО | 0                         | 4                             | 2                                    | 1                    | 3                             |
| Пол    | Остале услужне активности | Приватна домаћинства          | Екстериторијалне организације и тела | Непознато            | Непознато                     |
| Мушки  | 1                         | 0                             | 0                                    | 10                   | 10                            |
| Женски | 0                         | 0                             | 0                                    | 5                    | 5                             |
| УКУПНО | 1                         | 0                             | 0                                    | 15                   | 15                            |

## Галерија
- село Доња Буковица - панорама
- село Доња Буковица - панорама
- село Доња Буковица - панорама
- село Доња Буковица - панорама
- село Доња Буковица - место Царић - центар
- село Доња Буковица - место Царић - споменик борцима револуције